# St. Ottilie (Bittenau)

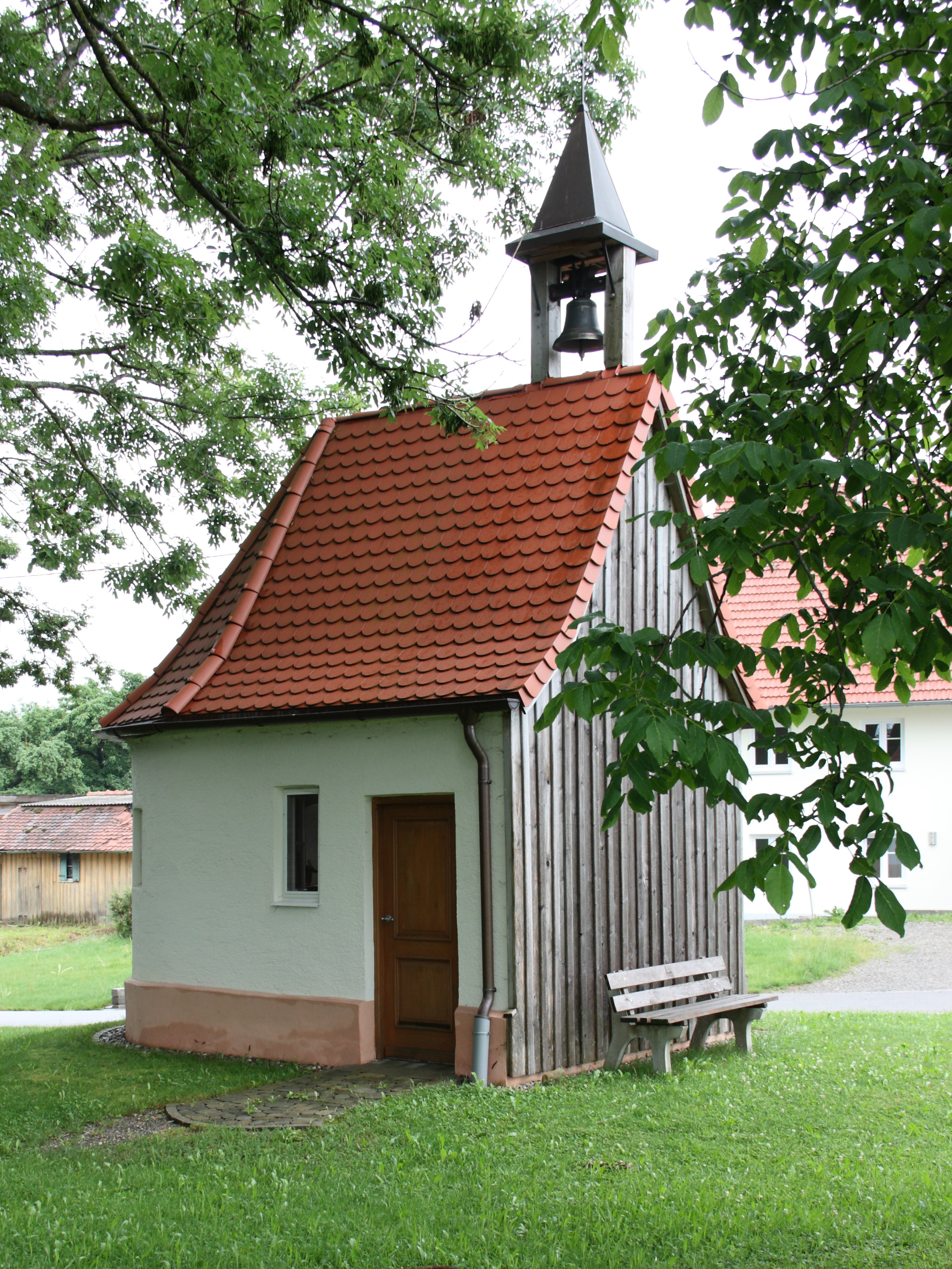
Bittenau Kapelle-St.Ottilie NW

Die römisch-katholische Kapelle St. Ottilie in Bittenau, einem Ortsteil der Gemeinde Unteregg im Landkreis Unterallgäu, Bayern, ist ein kleiner denkmalgeschützter Bau aus dem 18. Jahrhundert.

## Baubeschreibung
Die Kapelle am Westende des Weilers Bittenau besteht aus verputztem Bruchsteinmauerwerk. Der Kapellenbau besteht aus einem halbrund geschlossenen flachgedeckten Innenraum. Stichbogenfenster finden sich an beiden Seiten des Abschlusses sowie in den breiten Stichbogennischen der Längswände. Der Zugang zur Kapelle führte ehemals durch eine Stichbogentür an der Westwand. Dieser Zugang wurde jedoch in die Nordwand der Kapelle verlegt, in der eine Rechtecktür vorhanden ist. Auf den Westgiebel wurde ein kleiner Glockenstuhl, neuern Datums als die Erbauungszeit, mit Blechspitze aufgesetzt. Die Westfassade der Kapelle ist mit Holz verschalt.

## Ausstattung
Im Altarraum ist ein gemauerter Stipes, auf dem sich eine hölzerne und gefasste Predella befindet. Die Predella gehörte ursprünglich zu einem zweisäuligen Altaraufbau aus dem 18. Jahrhundert. Kleine Holzfiguren, aus der Mitte des 18. Jahrhunderts, befinden sich auf der Predella, diese stellen die heilige Ottilia und die heilige Katharina von Siena oder die selige Irmengard dar. Aus der ersten Hälfte des 18. Jahrhunderts stammen die kleinen Statuetten der heiligen Wendelin und Isidor. Das Gestühl der Kapelle stammt aus dem 19. Jahrhundert und weist an den Schweifwangen einen erhöhten Rand mit zentralen Rosetten auf.